# Norrahammar
För andra betydelser, se Norrahammar (olika betydelser).
Norrahammar är sedan 1971 en kommundel i Jönköpings kommun och vars bebyggelse ingår i tätorten Jönköping. Den är belägen cirka 9 km sydväst om Jönköpings centrum. Ursprungligen ett brukssamhälle, uppväxt kring Norrahammars bruk, är Norrahammar sedan 1970-talet sammanvuxet med Jönköping och utgör den sydvästra delen av tätorten. Norrahammar ligger i Tabergsåns dalgång. Norrahammar ingår, tillsammans med Hovslätt, Månsarp och Taberg, i kommundelen Tabergsådalen.

## Historik
Norrahammar har sitt ursprung i den gamla Tabergs Norre Hammaren. Tabergs Norra Hammaren var en hammarsmedja som tillhörde Tabergs Bruk och tillkom i början av 1600-talet. Vid den tidpunkten fanns det i princip ingen bebyggelse i Tabergsådalen. Att hammaren anlades intill Tabergsån berodde på att vattenkraften då var den enda tillgängliga vattenkällan. Stångjärnssmidet vid Norra Hammaren lades ned 1858. Tabergsåns vatten fortsatte att användas till en hel del småindustrier. 

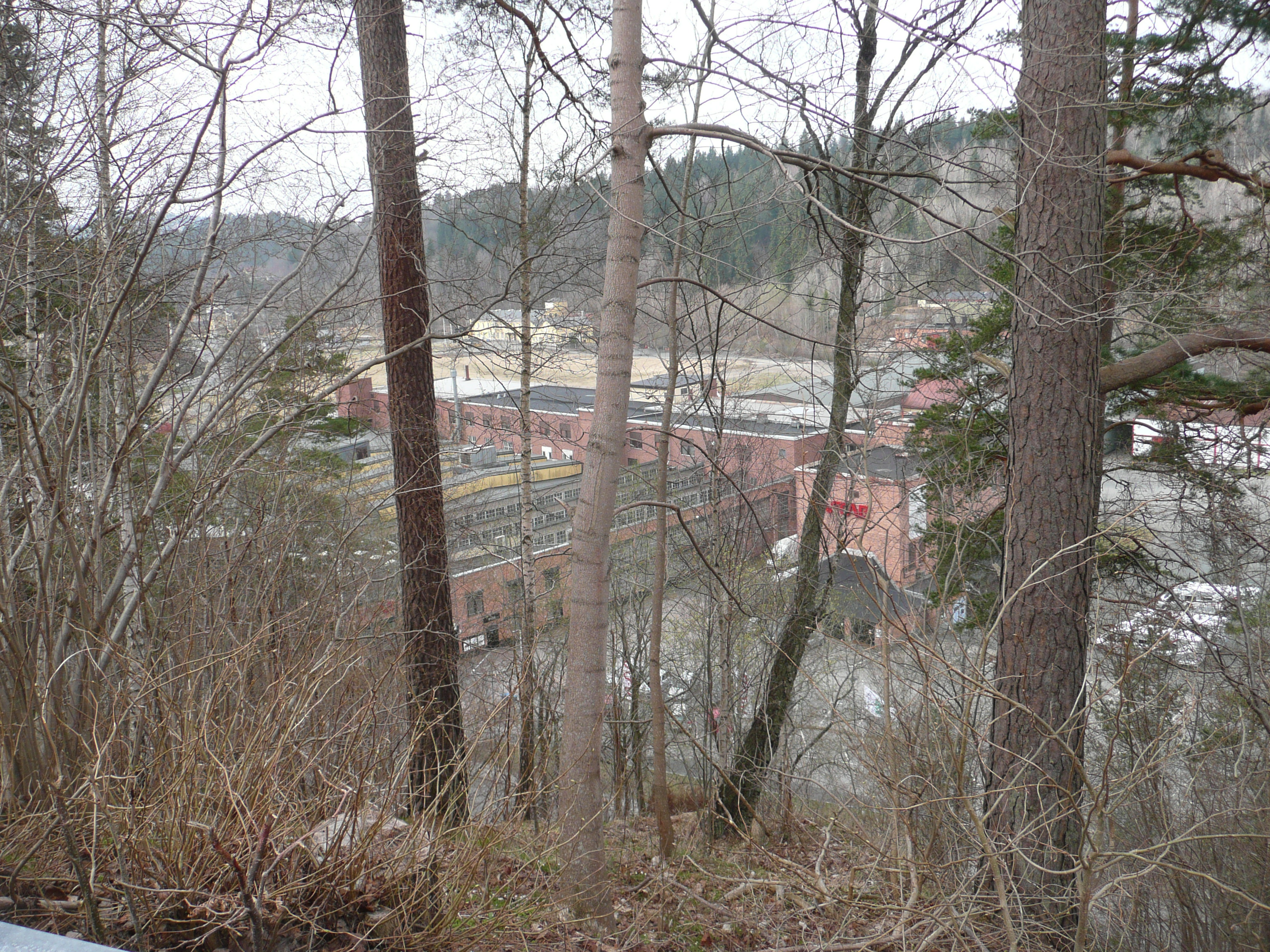
Norrahammars bruk

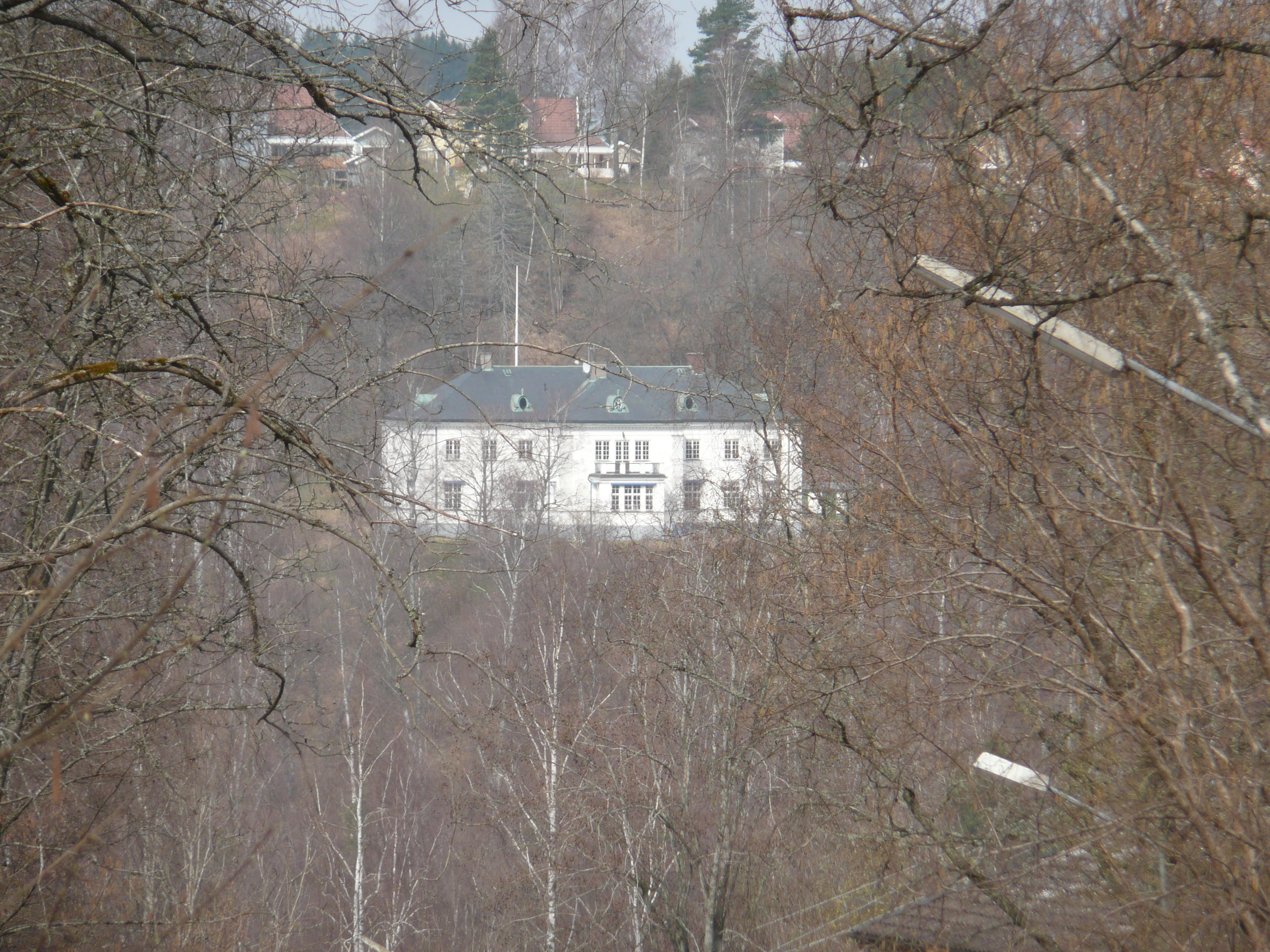
Brukspatronens residens ovanför Norrahammars bruk

År  1709 privilegierades Åsa Hulugårds Hammare. Den var belägen i norra delen av nuvarande samhället. Denna del av samhället kallas fortfarande för Nordhammar. I början av 1820-talet tillkom Lilla Åsa Knipphammare. Den var belägen intill Tabergsån strax norr om nuvarande viadukten och ungefär samtidigt anlades Flahults Knipphammare. Den låg intill Tabergsån strax nordväst om Slättenskolans gymnastiksal. En annan smedja anlades 1867 i södra delen av samhället. Den kallades för "Mattes" hammare efter smeden Mattias Magnusson, som startade den. I slutet av 1860-talet anlades också Åsa Hulugårds Kvarn i närheten av Åsa Hulugårds Hammare. År 1871 anlades Lilla Spånhults pannesmedja och 1873 Norra Trämassefabriken. Båda dessa fabriker låg på nuvarande Slättenområdet. År 1969 inträffade en stor gasolbrand vid bruket. 

### Norrahammars bruk
Wilhelm Spånberg var född och uppvuxen vid släktgården Lilla Spånhult. Han stod bakom tillkomsten av Lilla Spånhults pannesmedja och han var även en av tre delägare i den firma som startade Norra Trämassefabriken. Han hade även blivit ägare till den gamla Norre Hammaren 1870 genom köp av en av Flahults Västergårdar. Där bedrevs sedan 1874 tillverkning av plogar inom jordbruket.
Wilhelm Spånberg beslöt att anlägga en fabrik där han kunde gjuta och svarva. Denna fabrik anlades mellan åren 1874 och 1876. Den första gjutningen skedde i februari 1877. Det var alltså detta år som det egentliga Norrahammars bruk kom igång med tillverkning av bland annat gjutgods och lantbruksredskap. Den gamla namnformen Norre Hammaren hade redan tidigare avkortats till Norrahammar, och namnet övergick till det nya bruket. Då var antalet anställda 24 (inklusive dem som arbetade vid den gamla Norre Hammaren). 
Norrahammars Bruk expanderade kraftigt. Både antalet anställda och omsättningen ökade explosionsartat. Detta bidrog till en ökad efterfrågan på bostäder. Bruket medverkade på olika sätt för att underlätta byggnationen. Dels arrenderade det ut mark till de som vill bygga egna hus, dels uppförde bruket egna arbetarbostäder. Namnet på en del av dessa har överlevt till våra dagar: Grälebo, Massaláa, Eriksborg, Fåfängan, Gabrielsbygget, Prästhaga, Stenbygget och Lövforsen. 
År 1918 köptes Norrahammars bruk upp av Husqvarna Vapenfabrik AB.
År 1929 lades den gamla tillverkningen av plogar och lantbruksredskap ned, medan en mängd andra tillverkningar kom till. På Norrahammars bruk tillverkades bland annat: värmeledningspannor, gjutgods, elspisar och kokhällar, tvätt- och diskmaskiner, bordmanglar och gräsklippare.
Bruket begärdes i konkurs 1991 och verksamheten upphörde vid årsskiftet 1991–1992 och de flesta av de gamla bostäderna har rivits.

### Administrativa tillhörigheter
Norrahammar var beläget i Sandseryds socken och ingick efter kommunreformen 1862 i Sandseryds landskommun. År 1943 bildades Norrahammars köping genom en ombildning av Sandseryds landskommun, varefter detta samhällets bebyggelse bara upptog en mindre del av köpingskommunens yta. År 1971 uppgick i köpingen i Jönköpings kommun.  Norrahammar är numera i det näramste ihopvuxet med Taberg i söder och med Hovslätt i norr.
I kyrkligt hänseende hör orten till Norrahammars församling, före 1943 benämnd Sandseryds församling. 
Judiciellt ingick Norrahammar i samma tingslag och tingsrätter som Sandseryds socken/Tveta härad.

### Befolkningsutveckling
Trots nedläggningen av bruket på 1990-talet har Norrahammar haft en svag befolkningsökning: orten hade 4 696 invånare år 1965. 2010 bodde 4 958 personer i Norrahammar. Fördelningen på områdena var Norrahammar norr 2 129, Norrahammar söder 1 752, Flahult 807 samt Norrahammars landsbygd 270. Det sistnämnda området omfattar landsbygden väster om tätorten, däribland orten Sandseryd.
| Befolkningsutvecklingen i Norrahammar 1900–1965                                                                              | Befolkningsutvecklingen i Norrahammar 1900–1965 | Befolkningsutvecklingen i Norrahammar 1900–1965 | Befolkningsutvecklingen i Norrahammar 1900–1965 | Befolkningsutvecklingen i Norrahammar 1900–1965 |
| --- | ----------------------------------------------- | ----------------------------------------------- | ----------------------------------------------- | ----------------------------------------------- |
| |                                                 |                                                 |                                                 |                                                 |
| År |                                                 |                                                 | Folkmängd                                       | Areal (ha)                                      |
| 1900 | 1900                                            |                                                 | 862                                             | †                                               |
| 1950 | 1950                                            |                                                 | 3 954                                           | ##                                              |
| 1960 | 1960                                            |                                                 | 4 254                                           | 271                                             |
| 1965 | 1965                                            |                                                 | 4 696                                           | 289                                             |
| Anm.: Sammanvuxen med Jönköping 1970. † Som köpingsliknande samhälle 1900. ## Som tätort/befolkningsagglomeration 1920–1950. |                                                 |                                                 |                                                 |                                                 |

## Kollektivtrafik
Norrahammar trafikeras av Jönköpings stadsbusslinjer 27 och 28, samt länståg (Krösatågen), i JLT:s regi.

## Utbildning och kultur
I Norrahammar ligger grundskolorna Brodalsskolan och Slättenskolan och 6–9-skolan Flahultsskolan som är uppsamlingsskola för hela Tabergsdalen (inkluderar Norrahammar, Taberg och Månsarp). 
Norrahammars musikkår från 1938, också kallad "Jönköpings Vaktparad", startade på orten.
I Norrahammars Folkets hus finns konstnären Torsten Billmans berömda al frescomålning Framför Smålands Taberg.

## Idrott och föreningsliv
I Norrahammar finns flera idrottsföreningar. Till dessa hör Norrahammars Gymnastik- och idrottssällskap (NGIS), Norrahammars Idrottsklubb (NIK), Tabergsdalens Tennisklubb (TaTK) och HC Dalen.
Norrahammars GIS har idag främst fotboll på programmet och Hammarvallen som hemmaarena. 
Norrahammars IK har idag främst fotboll på programmet och Åsavallen som hemmaarena. 
Tabergsdalens Tennisklubb (TaTK)  förfogar idag över fyra inomhusbanor i Bergslagshallen (intill Hammarvallen) samt sex utomhusbanor (grus) intill Bergslagshallen.
HC Dalen är en ishockeyklubb som spelar sina hemmamatcher på Smedjehov. I klubben fostrades Stefan Liv.

## Kända personer från Norrahammar
- Stefan Liv (1980-2011), ishockeymålvakt, uppväxt i Norrahammar. [8]
- Johan Johnsson i Norrahammar (1877-1949), socialdemokratisk riksdagsman, verksam i Norrahammar. [8]
- Göran Karlsson (1914-2006), socialdemokratisk riksdagsman 1954-1982.
- Nils Nordh (f. 1931), socialdemokratisk riksdagsman åren 1982-1994, verksam i Norrahammar. [8]
- Fredrik Neij (f. 1978), en av personerna bakom Bittorrent-trackern The Pirate Bay (TPB) som grundades 2003.
- Daniel Karlsson (The Moniker) svensk sångare, musiker och låtskrivare som kom på fjärde plats i Idol 2007.
- Jean Hermanson (1938-2012), fotograf.